# Berczelly Tibor
Berczelly Tibor, Berczeller (Rákospalota, 1912. január 3. – Budapest, 1990. október 15.) háromszoros olimpiai és négyszeres világbajnok kardvívó, tőrvívó, sportlövő, mesteredző.

## Életpályája
Apja a MÁV-nál volt hivatalnok. 1929 és 1932 között a Ludovika Akadémia hallgatója. 1930-tól a Honvéd Tiszti Vívó Klub vívója. Vívóként valamennyi fegyvernemben versenyzett. 1930-tól a honvédség tisztje, 1944-ben őrnagyi rangban leszerelt. 1934-től a magyar kardvívó válogatott tagja. 1940-ben vívómesteri oklevelet szerzett. 1945-től a Toldi Miklós SC vívója és sportlövője, 1946-tól a Csepeli MTK, 1954-töl a Budapesti Vörös Meteor vívója. 1945-ben Csepelen segédmunkás lett, majd három év múlva az MNB főfelügyelője. 1947-től 1950-ig a magyar tőrvívó válogatott tagja. 1947-ben bekerült a magyar sportlövő válogatottba is.
1935 és 1957 között összesen huszonnyolc magyar bajnoki címet szerzett. Ő a legtöbb egyéni magyar bajnoki címet szerzett vívó. Kardvívóként negyvenhétszeres, tőrvívóként háromszoros magyar válogatottságot ért el.
„Emlékszem, egyszer elmentünk a Nemzeti Lovardába. Lent vívtak, mi pedig, két piccolo, ott ültünk a karzaton, az első sorban, a maestro (Italo Santelli) két oldalán. Egyszer csak szólítják a következő párt: Garay-Terstyánszki. Nézem Terstyánszkit, olyan kicsi, alacsony ember volt, valahogy nem stimmelt sehogyse nekem. Rájöttem hirtelen, hogy hiszen ez fordítva áll, ez… ez… balkezes. És mondom a maestronak: maestro, kis ember lenni balkéz, mert lassan mi is úgy beszéltünk, mint ő. »Kérem piccoló, ez lenni vívás előny.« Mondom, kérem maestro, én lenni született balkéz. »Hiii!… Lenni nagy marha, miért nem mondani előbb?!« A bal kézről ragadt rám a Suta becenév.”
1955-től a Magyar Vívószövetség edzője, jelentős szerepe volt a magyar korosztályos versenyek elindításában. 1964-ben vívó mesteredzői oklevelet szerzett. 1972-től a Budapesti Vörös Meteor vívószakosztályának edzője.

## Sporteredményei

### Vívásban

#### Kardvívásban
- háromszoros csapat olimpiai bajnok (1936, 1948, 1952)
- egyéni olimpiai 3. helyezett (1952)
- négyszeres csapat világbajnok (1937, 1951, 1953, 1954)
- egyéni világbajnoki 2. helyezett (1937)
- egyéni világbajnoki 3. helyezett (1954)
- csapat Európa-bajnok (nem hivatalos világbajnok) (1935)
- nyolcszoros egyéni magyar bajnok (1939, 1941, 1943, 1944, 1949, 1950, 1951, 1952)
- tizenegyszeres csapat magyar bajnok (1935, 1938, 1941, 1943, 1944, 1946, 1948, 1949, 1952, 1954, 1957)

#### Tőrvívásban
- csapat olimpiai 3. helyezett (1952)
- csapat főiskolai világbajnok (1935)
- nyolcszoros csapat magyar bajnok (1940, 1941, 1942, 1944, 1947, 1949, 1950, 1954)

#### Párbajtőrvívásban
- csapat magyar bajnok (1946)

### Sportlövészetben
- - csapatbajnok a nagyöbű sportpisztoly 60 lövéses versenyében (1942)

## Díjai, elismerései
- A Magyar Népköztársaság kiváló sportolója (1951)[2]
- A Magyar Népköztársaság Érdemes Sportolója (1954)[3]